# Gamla Enskedes radhus

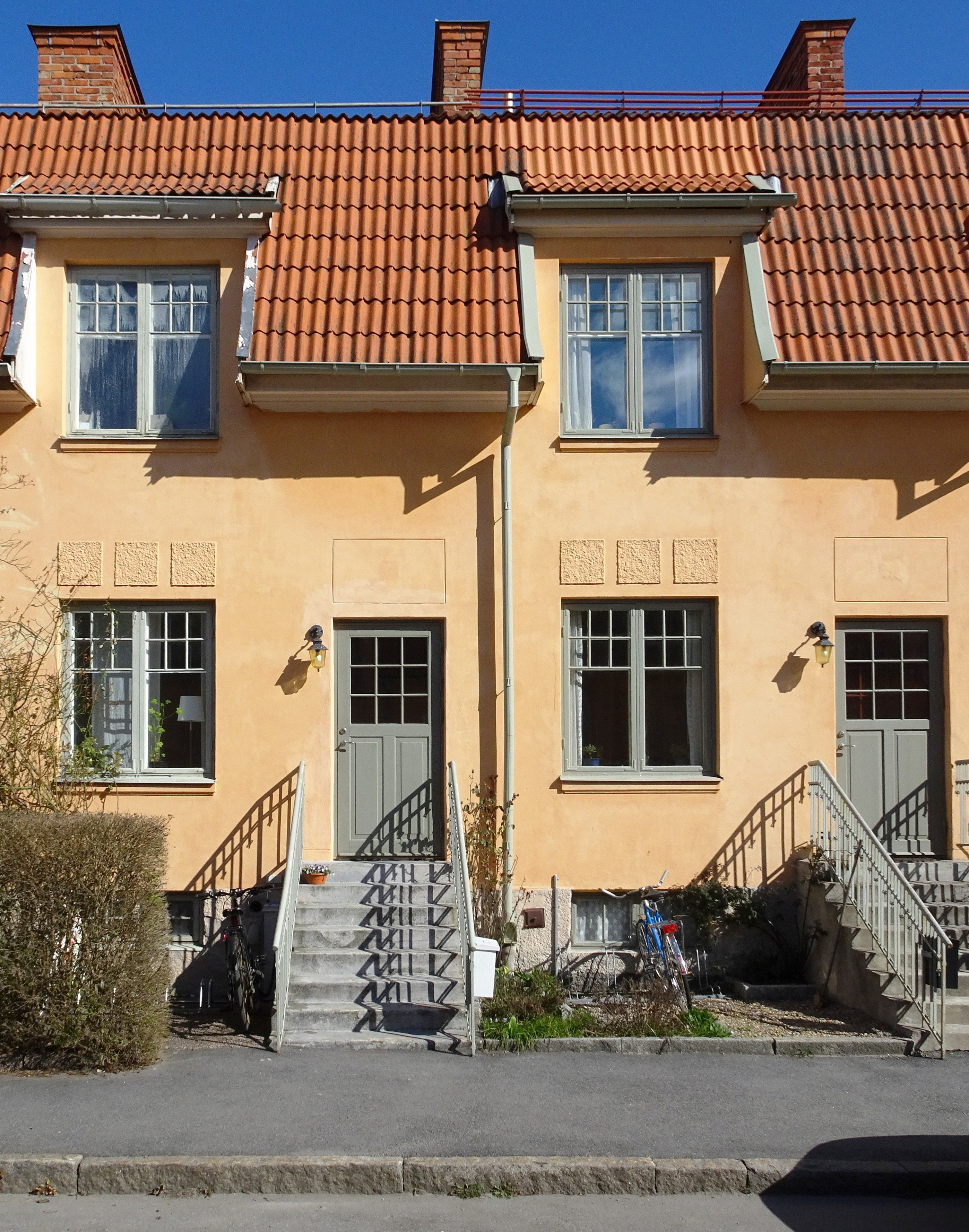
Margaretavägen 43 och 45, mars 2020.

Gamla Enskedes radhus (även kallade Engelska radhus) är en kulturhistorisk intressant radhusbebyggelse i kvarteren Inspektorn och Lantbruket vid Margaretavägen i stadsdelen Gamla Enskede i södra Stockholm. Radhuslängorna längs Margaretavägen utgör tillsammans med de så kallade Canadahusen vid Canadastigen på Lidingö radhusen i Sveriges allra första trädgårdsstad. Bebyggelsen består av 37 fastigheter fördelade på sex längor som är blåmärkta av Stadsmuseet i Stockholm, vilket betyder att de representerar "synnerligen höga kulturhistoriska värden".

## Historik

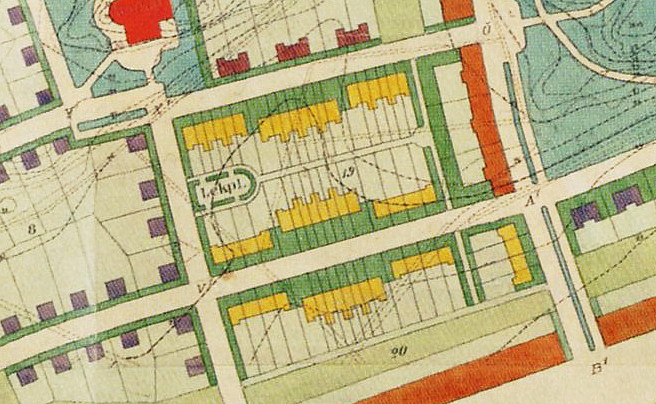
Del av Hallmans stadsplan från 1907 med nio radhuslängor (norr är till vänster).

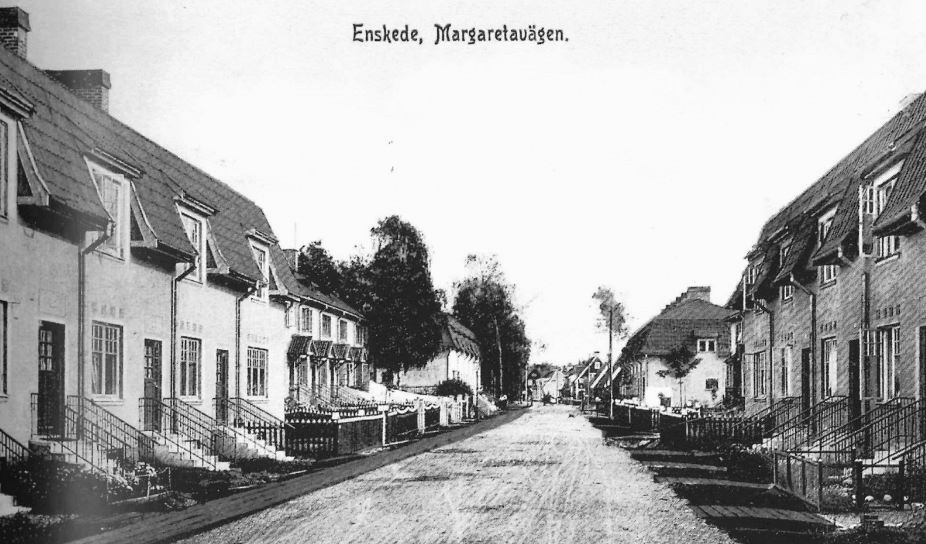
Margaretavägen söderut omkring 1915.

### Bakgrund
Radhusbebyggelsen vid båda sidor om Margaretavägen uppfördes 1908–1909 i den nybildade trädgårdsstaden som var Stockholms första (se Trädgårdsstäder i Stockholm). Uppdragsgivare var Stockholms stads lantegendomsnämnd som anlitade arkitekt Victor Bodin att gestalta bebyggelsen. Han hämtade sin inspiration främst från England och engelska trädgårdsstäder varför bebyggelsen idag även ofta kallas ”engelska radhus”. 
Jämfört med småhus var radhus billigare att producera och från början var också flera radhusområden planerade i Gamla Enskede. Av Per Olof Hallmans stadsplan från 1907 framgår även att radhusbebyggelsen vid Margaretavägen skulle bli större och omfatta ytterligare tre radhuslängor på östra delen av kvarteret Lantbrukaren. Genom kvarteret hade Hallman ritat en centralgång med en lekplats i norra änden. Men försäljningen gick trög, och de som flyttade från stenstaden ut till landet föredrog den egna småstugan som ofta uppfördes av nybyggarna själva. Tidskriften Arkitektur var kritisk till att bygga radhus så långt utanför staden och skrev 1908 bland annat: ”Låge detta inne i staden, skulle det naturligtvis vara en mycket tilltalande bostad, men då man flyttar ut till landet för att få ett eget hem, så vänta vi oss nog något annat än denna enfamiljskasern”.
Till en början ville inte köpa någon ”enfamiljskasern” och radhusen hyrdes ut. Det ljumna intresse medförde även att de av Per Olof Hallman föreslagna övriga radhuslängorna i Gamla Enskede aldrig realiserades utan ersattes av bebyggelse med småhus. 1922 presenterade Hallman en reviderad stadsplan (Pl. 218) där bara nuvarande sex radhuslängor öster och väster om Margaretavägen fanns kvar. Det skulle dröja ända in på 1950-talet innan radhus som boendeform slog igenom i Sverige. Numera är radhusen i Gamla Enskede egna fastigheter på friköpta tomter. 2019 betingade ett radhus vid Margaretavägen omkring åtta miljoner kronor.

### Gestaltning och planlösning
Bebyggelsen är grupperad i tre radhuslängor med placering på nordöstra sidan av Margaretavägen i kvarteret Lantbrukaren. På motstående sida i kvarteret Inspektorn, ligger ytterligare tre radhuslängor med lika arkitektoniskt utförande och ritade av samma arkitekt. Radhusen består av två varianter, dels längor om två våningar under valmade sadeltak (variant A), dels längor om 1½ våningar med brutet och valmat tak (variant B). De lägre husen (variant B) med sina djupt nerdragna tak ligger parvis mot varandra nära gatulinjen, tvåvåningshusen ligger mitt för varandra mellan de lägre husen, indragna från gatan så att gaturummet vidgas. 

### Ursprungsritningar

Fasader
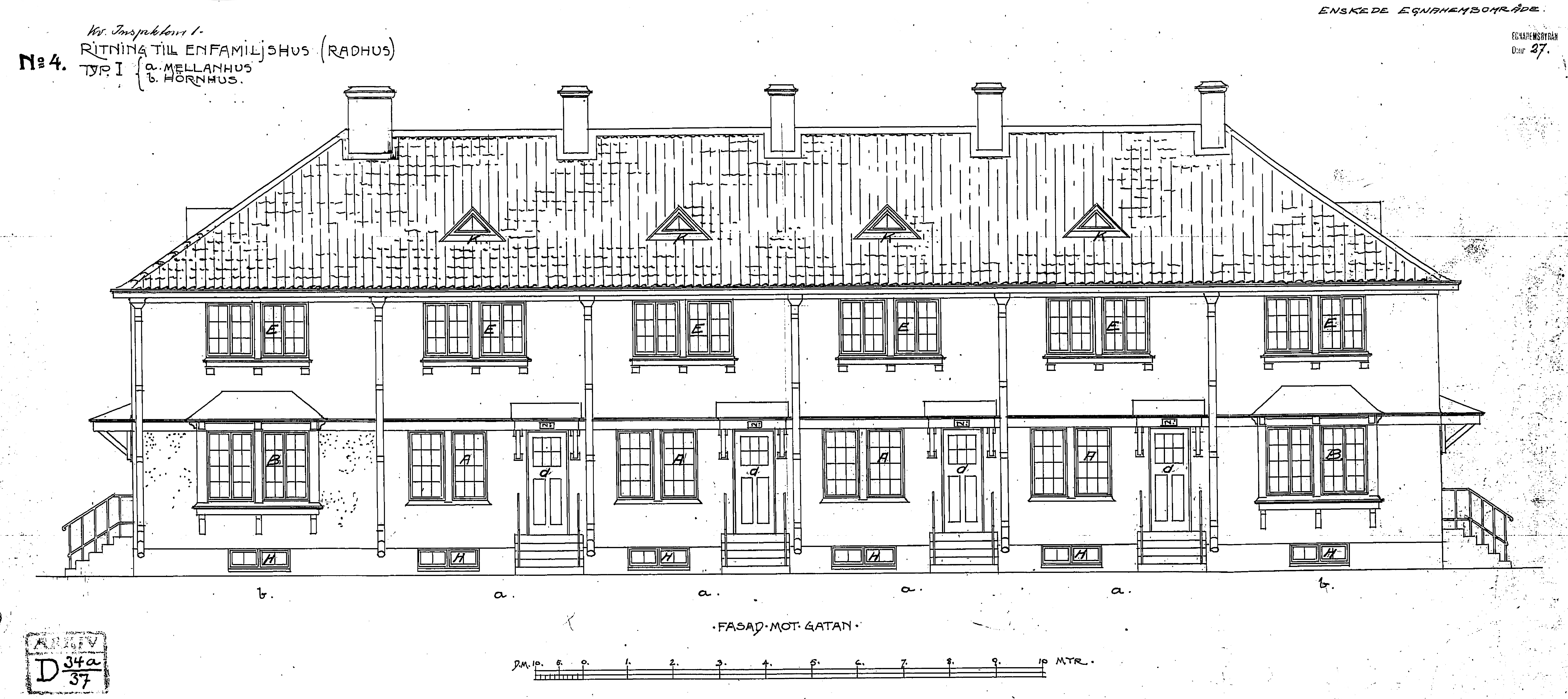
Typhus I, variant A, fasad mot gatan.
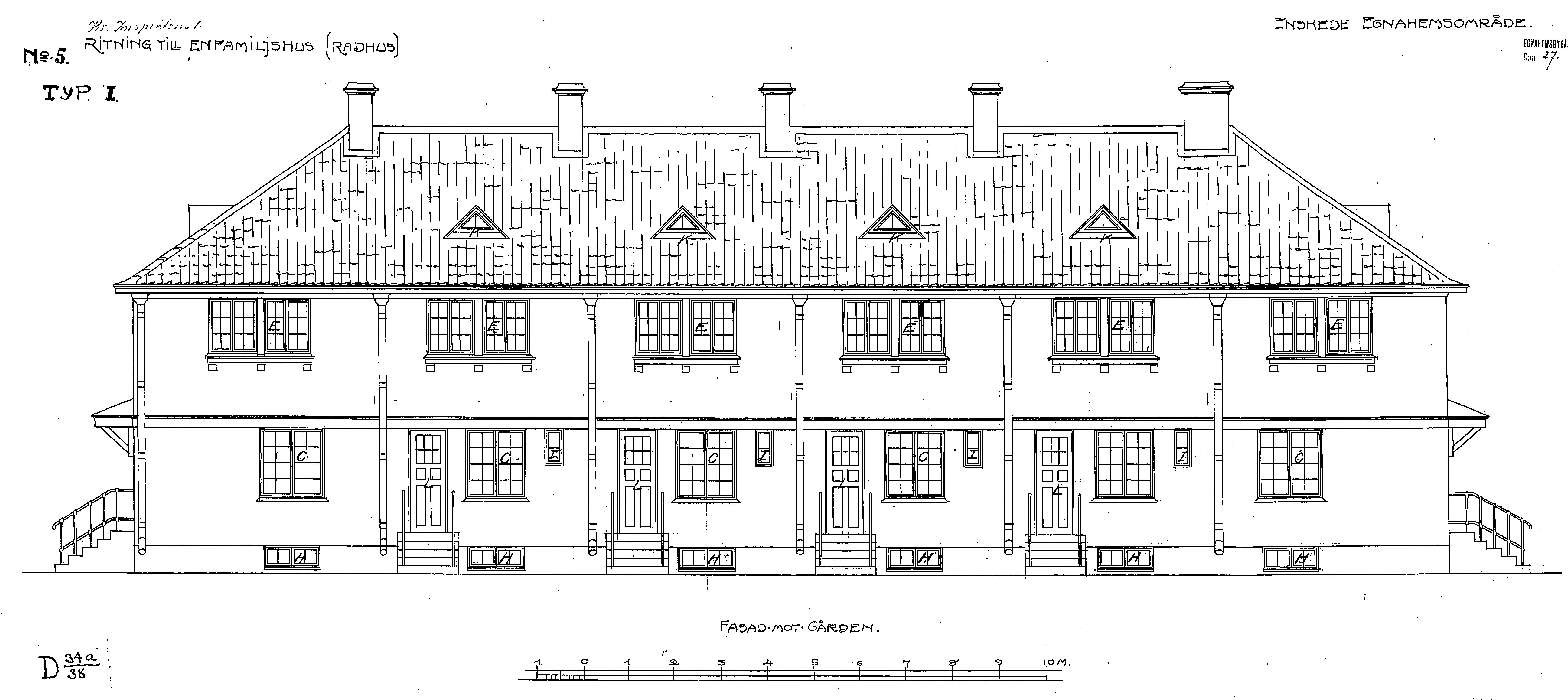
Typhus I, variant A, fasad mot gården.
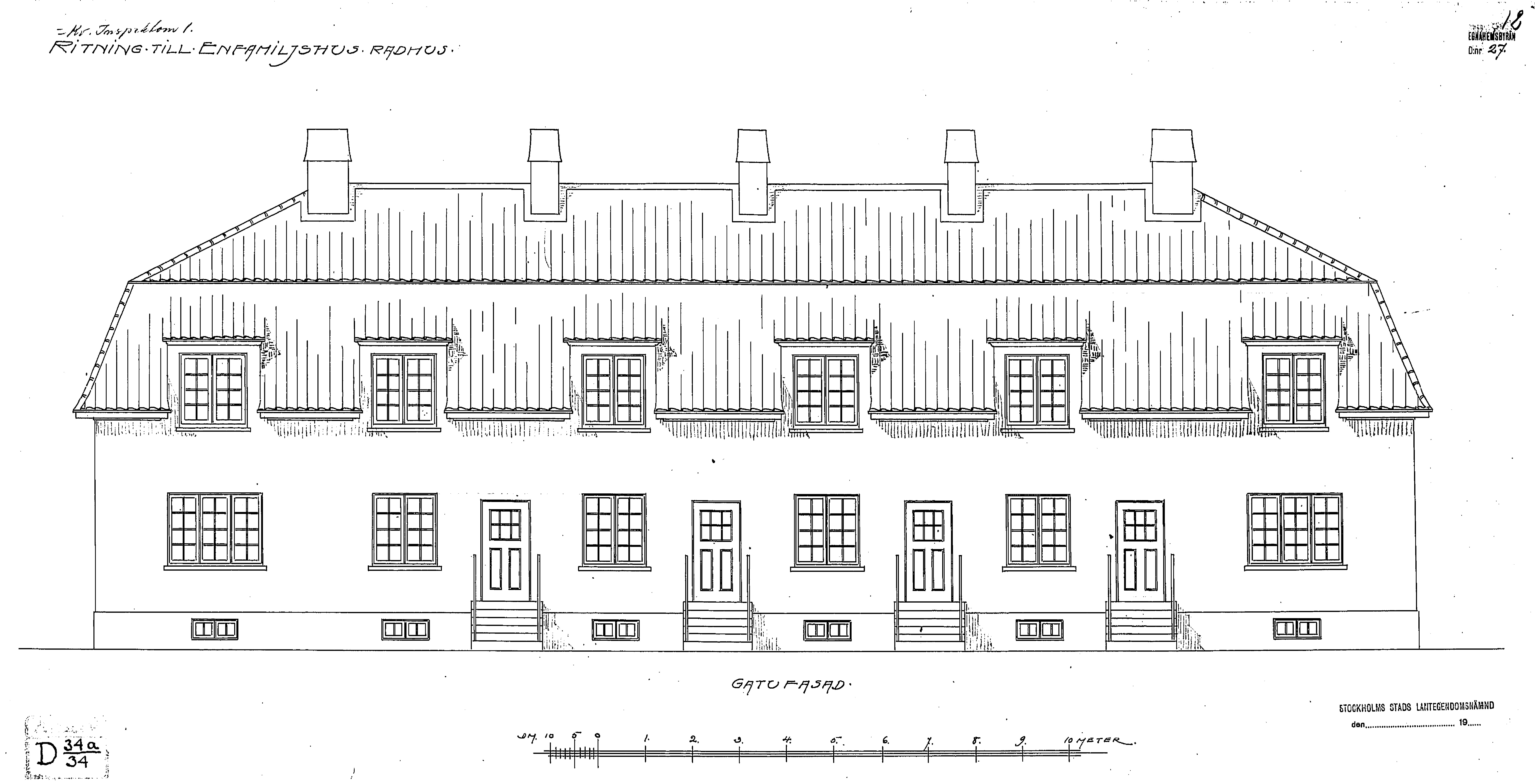
Typhus I, variant B, fasad mot gatan.
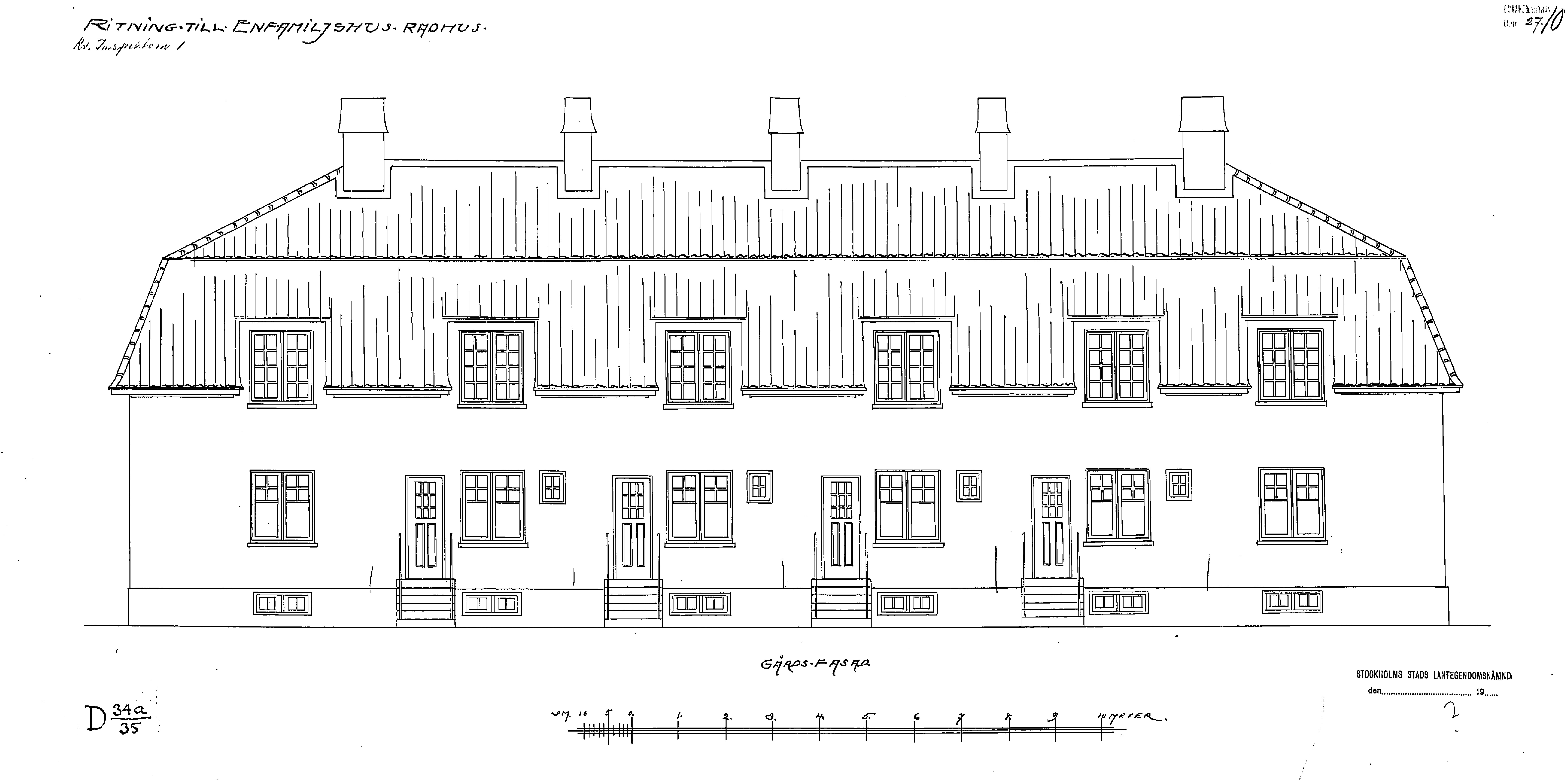
Typhus I, variant B, fasad mot gården.

Planer, sektion
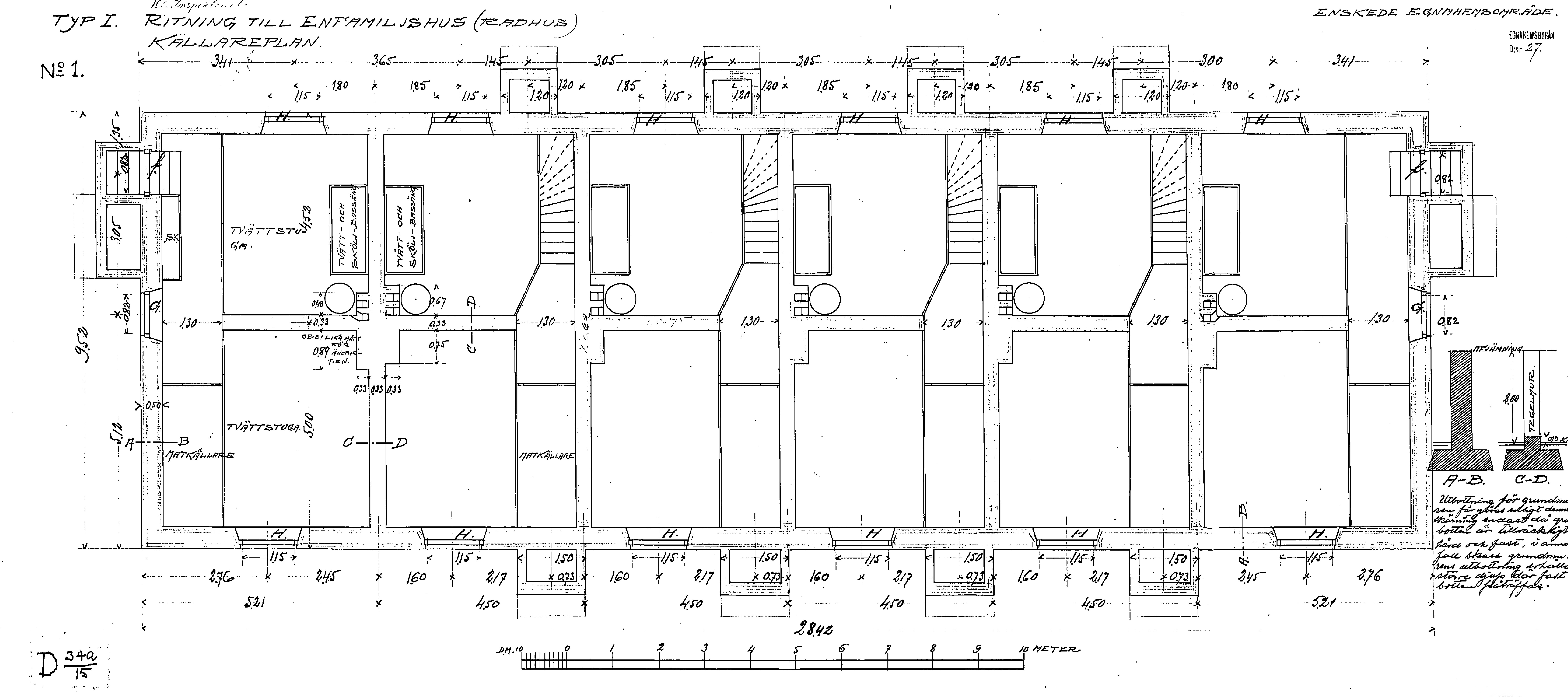
Typhus I, variant A, källarplan.
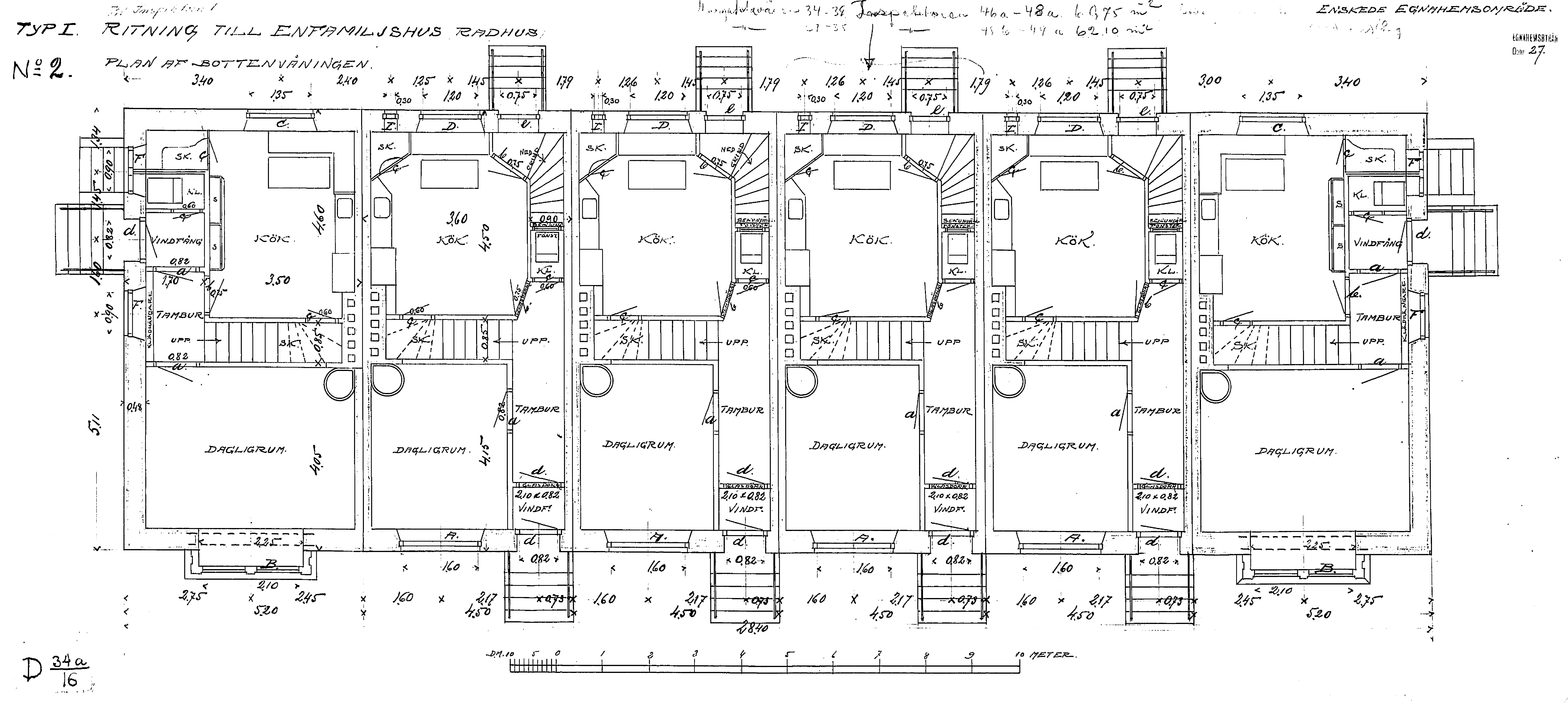
Typhus I, variant A, bottenvåning.
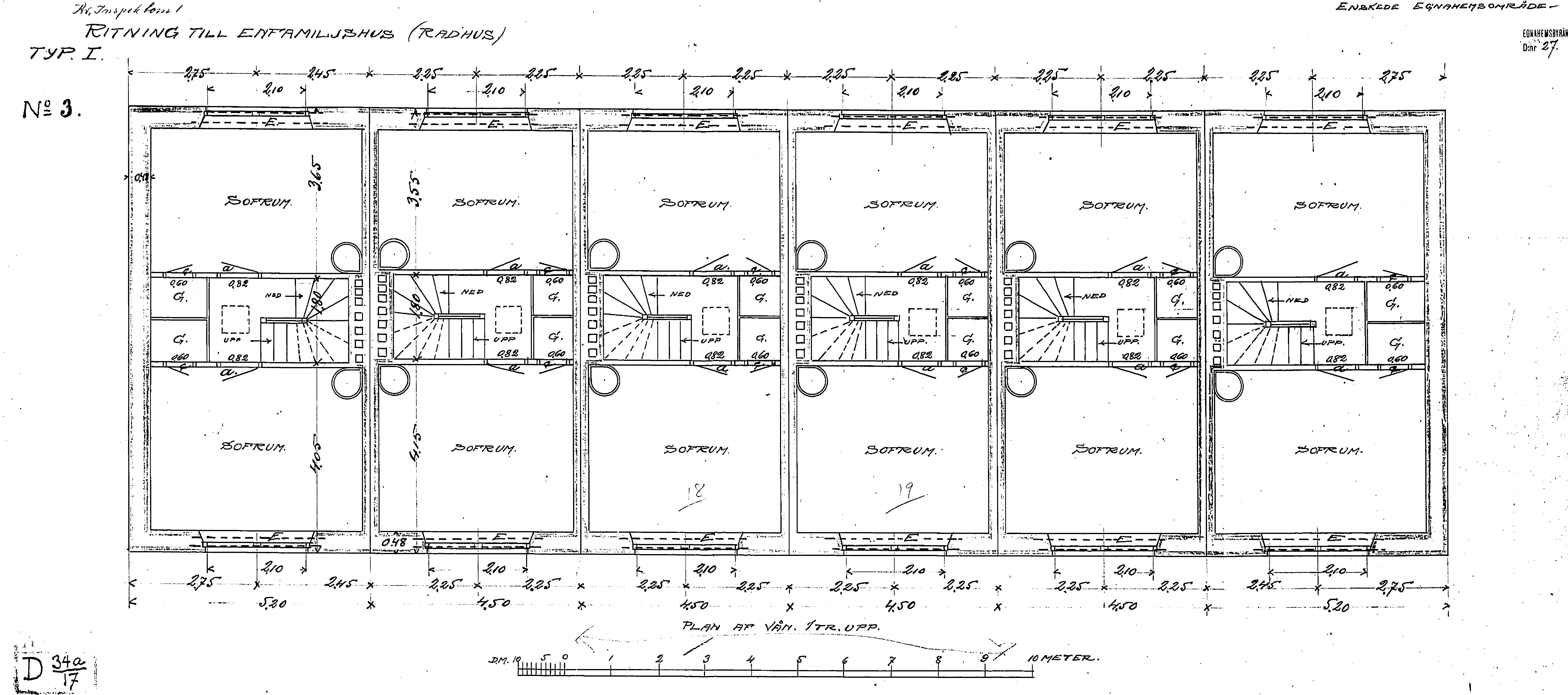
Typhus I, variant A,, våning 1 trappa.
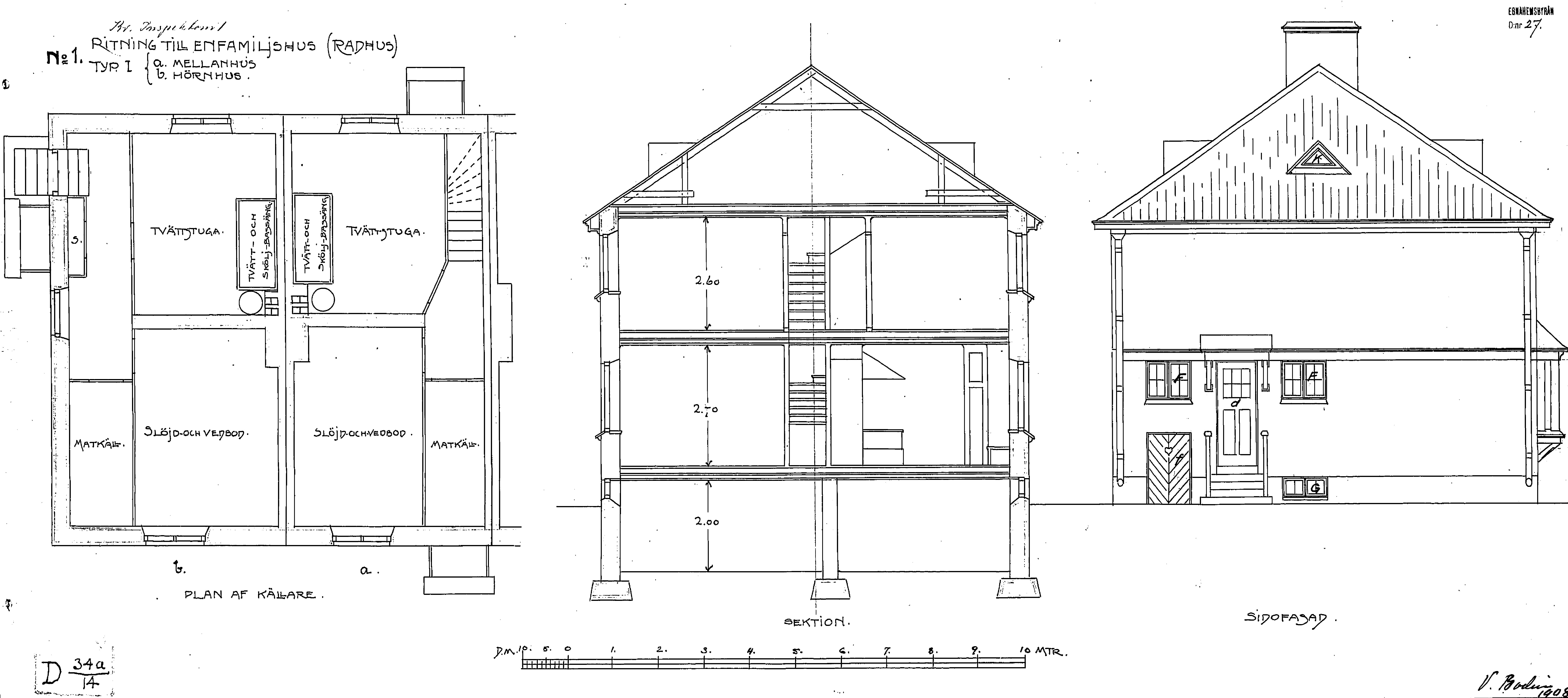
Typhus I, variant A, sektion och gavel.

Fasaderna är slätputsade och avfärgade i gul respektive varmvitt kulör. Entréerna nås via korta trappor, gavelradhusen i variant A har sina entréer på gaveln. Över entréerna märks på husvariant A små skärmtak gestaltade som sadeltak uppburna av konsoler. Fönstren är i regel småspröjsade, några är gestaltade som burspråk. Husen har små förgårdar med grus, gräs och buskar samt något enstaka träd. Mot gårdssidan finns en långsmal trädgårdsplätt.
Planlösningen för Typhus I, som radhuslängorna kallades (i Gamla Enskede uppfördes sju typhus), är mycket kompakt med en boarea om 90 m² som innehåller en lägenhet om tre rum och kök. Varje radhusenhet är 4,5 meter bred och 9,5 meter djup. På den ytan ryms källare med tvättstuga, förråd och skafferi, bottenvåningen med kök, dagligrum, tambur och ett litet klosettrum samt övervåningen med två sovrum, trappa och garderober. Från köket ordnades en direkttillgång till trädgården. På trädgården fick man uppföra ett litet förrådshus. Bebyggelsen bevarar sin ursprungliga karaktär.

### Nutida bilder

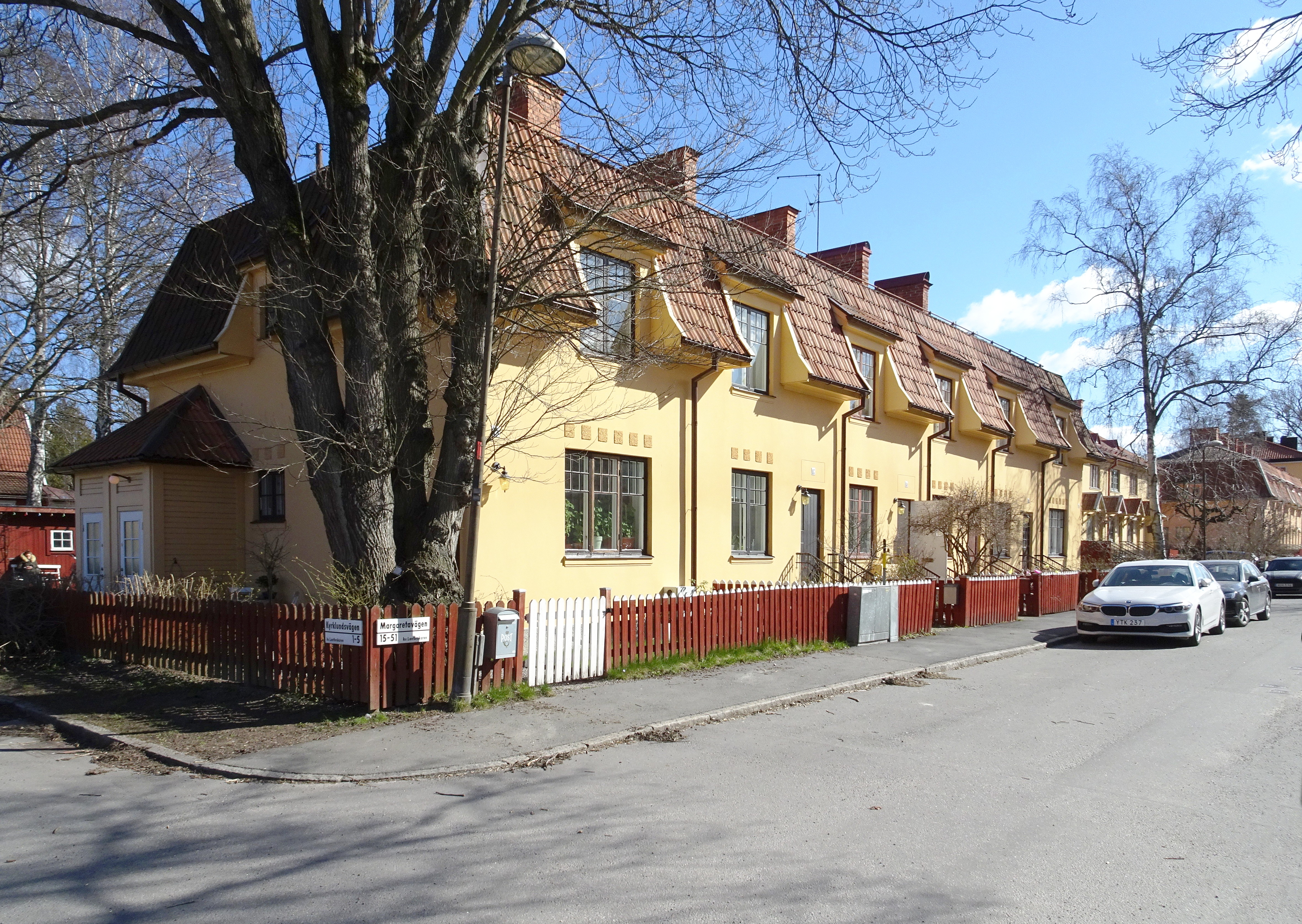
Margaretavägen 15–25 mot gatan.
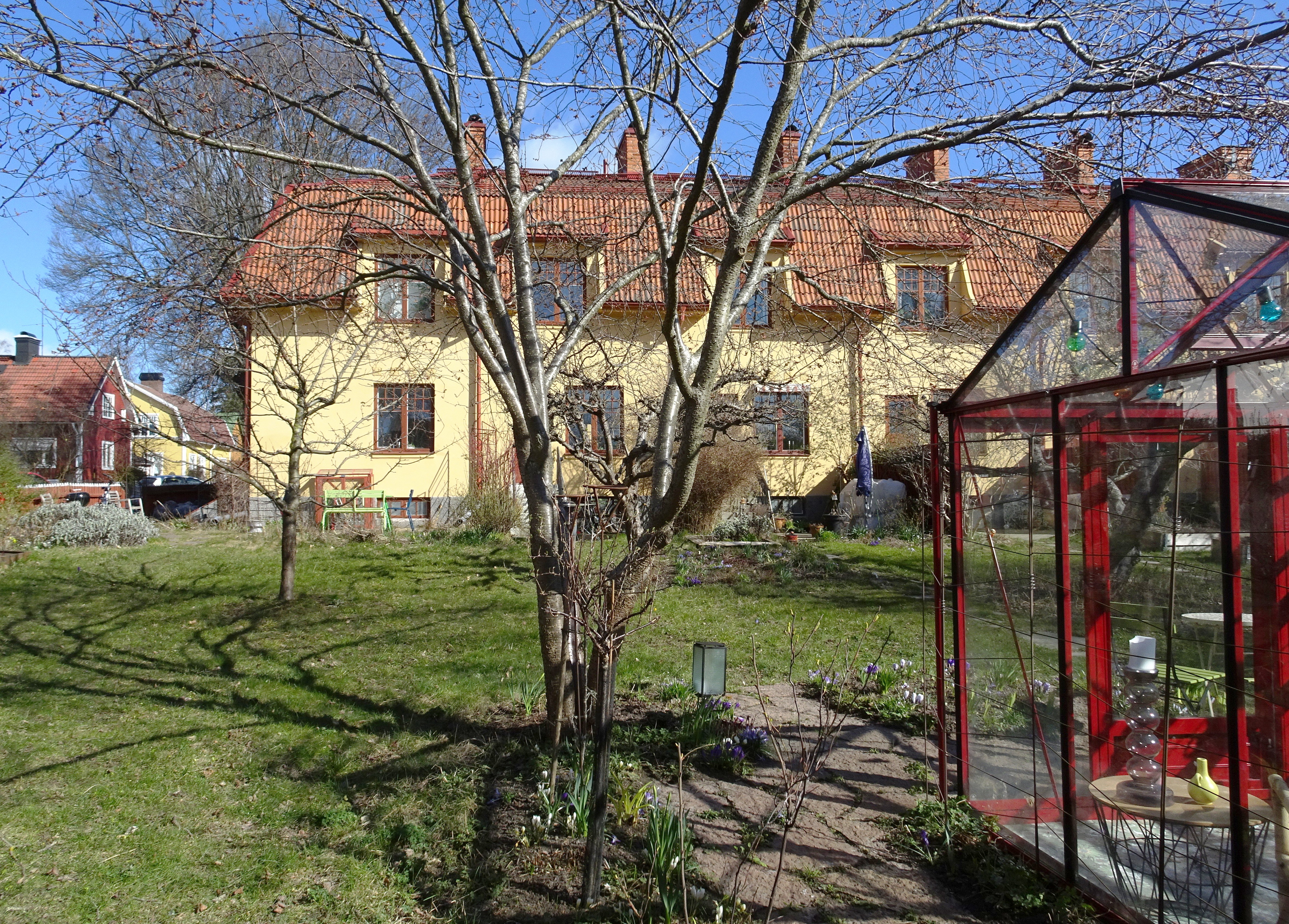
Margaretavägen 18–30 mot gården.
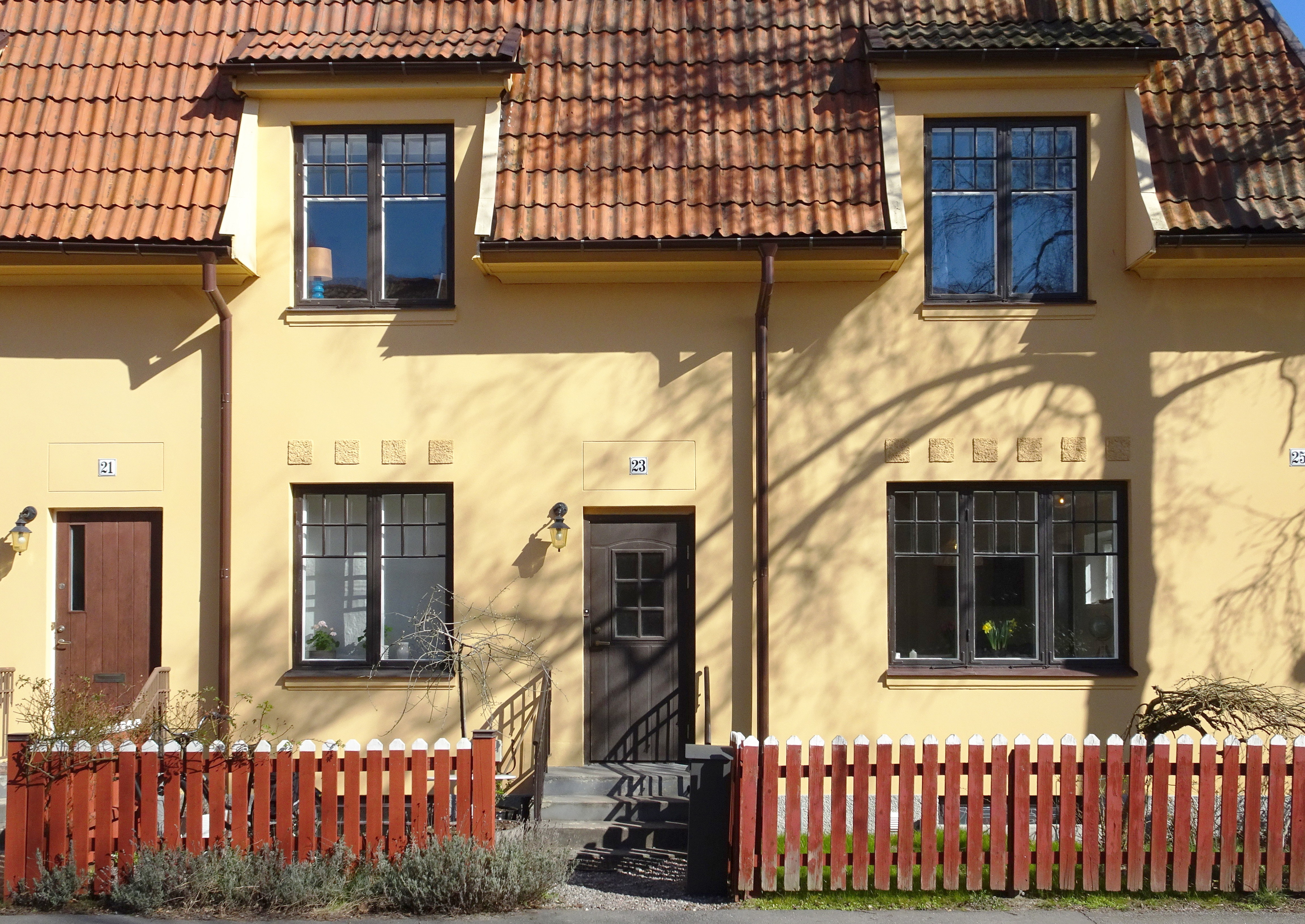
Margaretavägen 21–25.
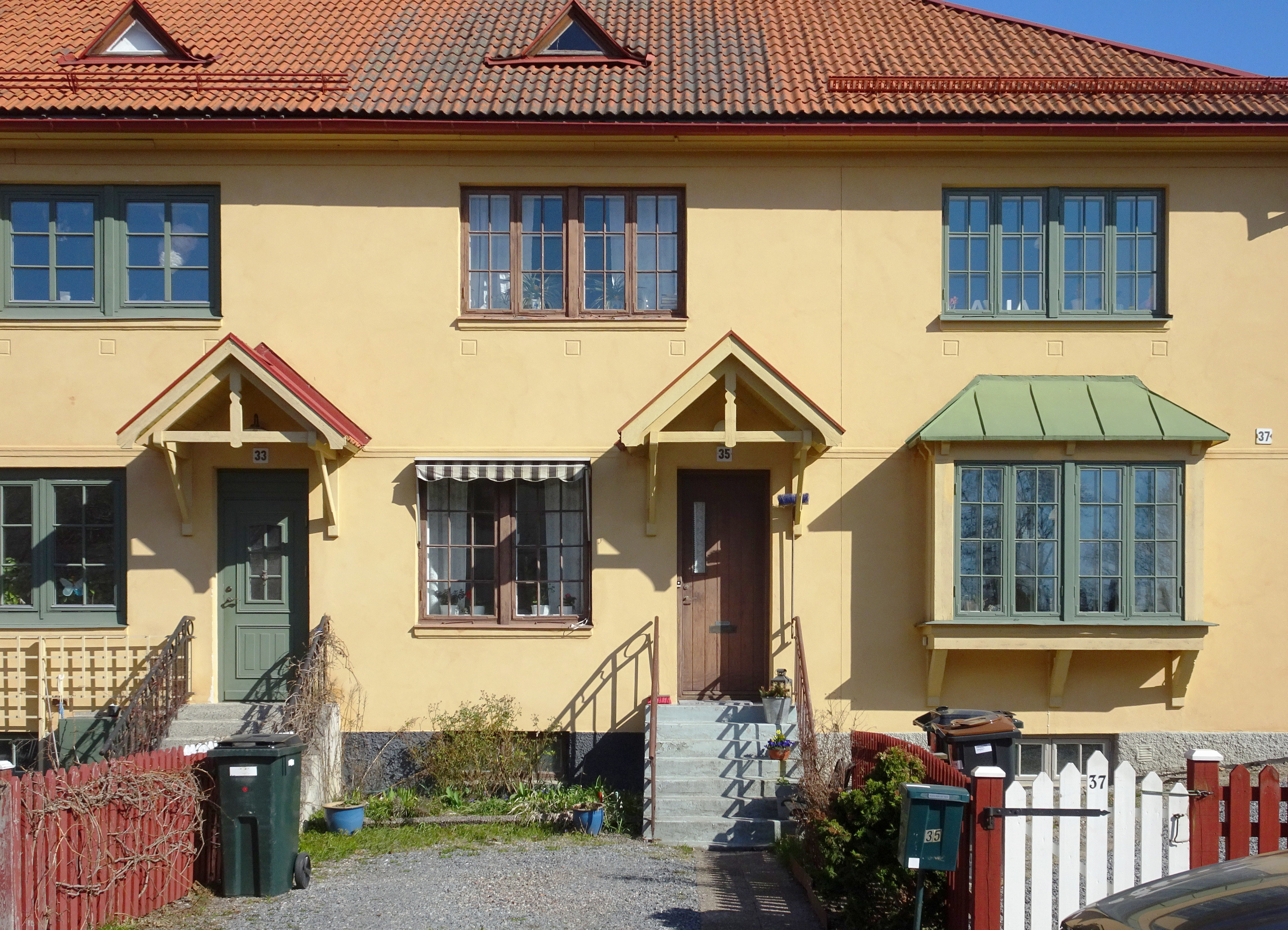
Margaretavägen 33–37.
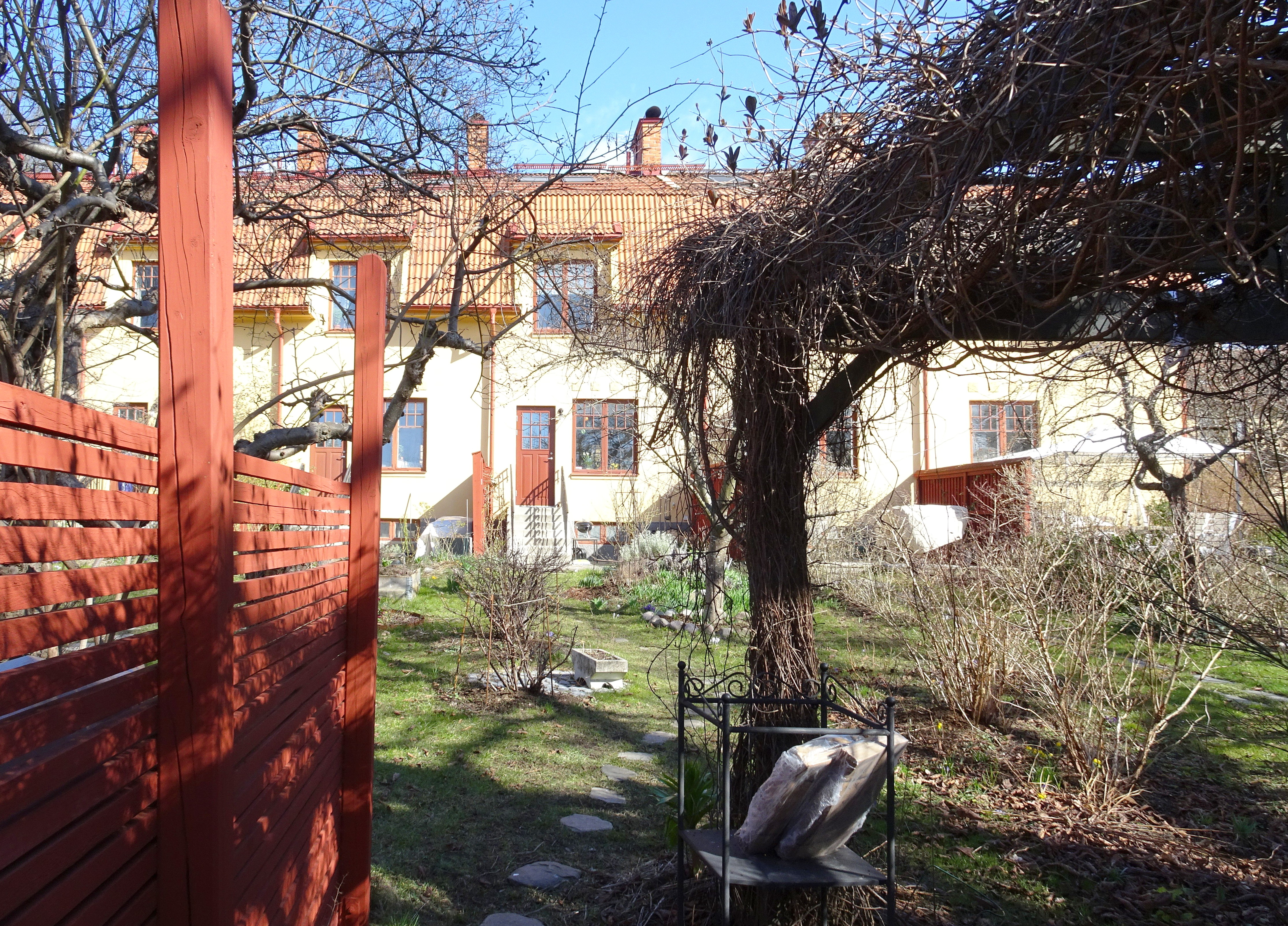
Margaretavägen 33–40 mot gården.
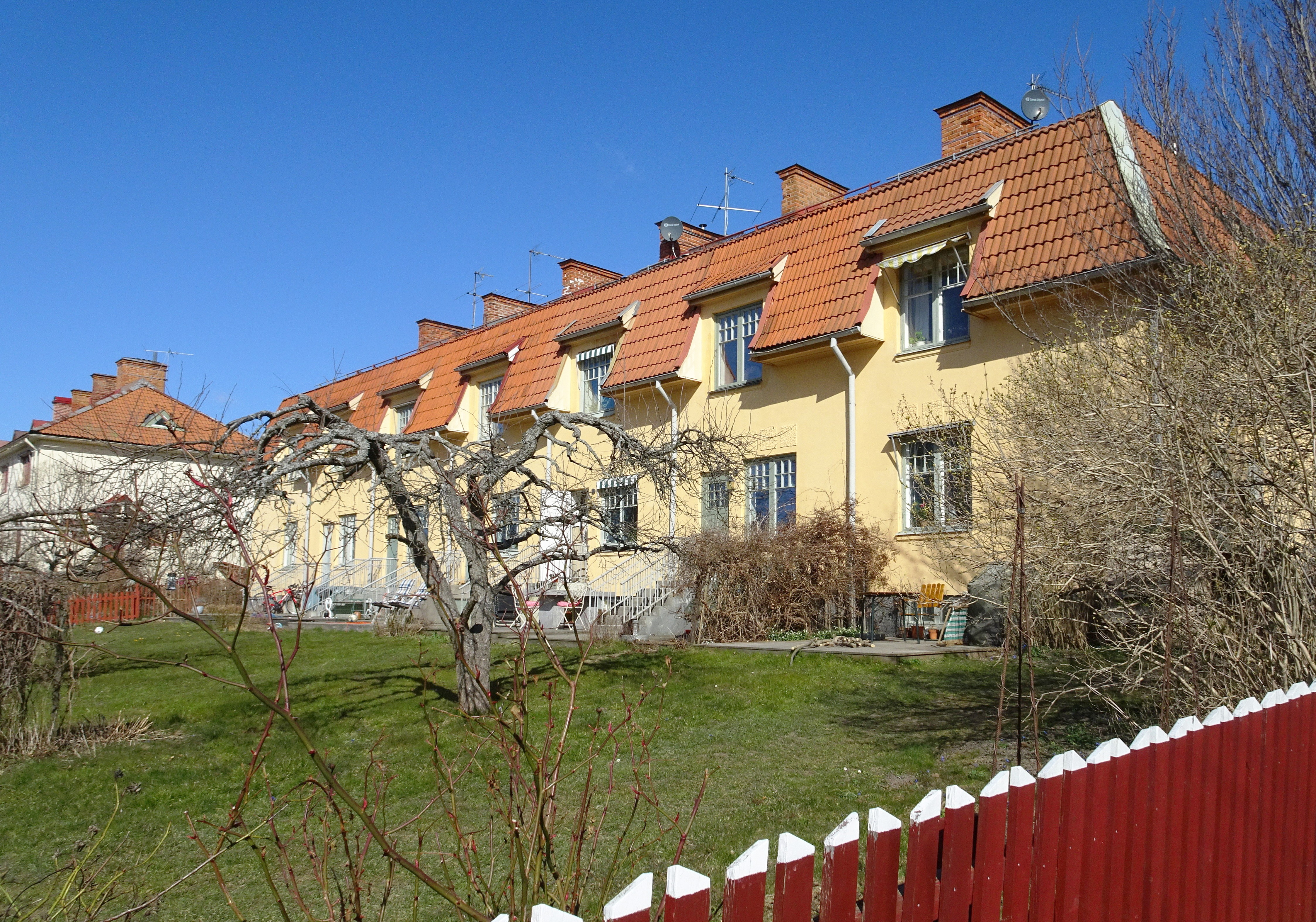
Margaretavägen 42–54 mot gården.